# Ian Scott (attore pornografico)
Ian Scott, pseudonimo di Yannick Dambrinne (Conflans-Sainte-Honorine, 6 febbraio 1973), è un attore pornografico francese.

## Biografia
Debutta nel mondo a luci rosse nel 1998 diventando subito un attore molto apprezzato dal pubblico, sia eterosessuale che omosessuale: questo si deve soprattutto alla notevole misura del suo pene eretto, 20 cm.
Nel gennaio 2005, mentre si trovava a Panama per girare un film venne arrestato assieme a tutta la troupe, poiché dei bambini erano entrati nella villa in cui venivano effettuate le riprese e avevano assistito a scene di sesso. Venne liberato nel luglio 2005.
Ian Scott è padre di due bambini e nel 2006 è stato interprete di numerosi film pornografici.

## Riconoscimenti
AVN Awards
- 2012 - Best Scene In a Foreign Shot Production per Mission Asspossible con Brooklyn Lee[2]

## Filmografia

### Attore
- Hot Sex and Icy Snow in France (1996)
- Les infirmières de Laetitia 3 (1996)
- Carpe Diem (1997)
- Geile kusjes uit Parijs (1997)
- Les infirmières de Laetitia 7 (1997)
- Transworld (1997)
- Brelan de Dames (1998)
- Ero: Extrem Magazin 2 (1998)
- Fuck Monti (1998)
- Good Old Fellows (1998)
- Home Story (1998)
- Indecency 1 (1998)
- L'école de Laetitia 26 (1998)
- Maximum Perversum 71: Perverse Saue (1998)
- Mi primera vez: Pamela Leon (1998)
- Notre-Dame de Pigalle (1998)
- Private Triple X Files 12: Eat Up (1998)
- Pussy Party in the Orgy Factory (1998)
- Rescue: Croce Rossa (1998)
- Domestic Affairs (1999)
- Dresseuse (1999)
- Euro Angels 19: Pucker Fuckers (1999)
- Euro Angels Hardball 5: Ass Gangsters (1999)
- Euro Angels Hardball 6: Anal Maniac (1999)
- Fete a Gigi (1999)
- Hot Sex on the Riviera (1999)
- Inferno (1999)
- Machos (1999)
- Make Me An Offer (1999)
- Maximum Perversum 74: Schreie junger Frauen (1999)
- Monella di provincia (1999)
- Network (1999)
- Niqueurs-Nés (1999)
- Panty World 5 (1999)
- Perfect Pink 3: Perfect Pink in Paris (1999)
- Please 3: The Asian Manifest (1999)
- Private XXX 7 (1999)
- S.O.S. Infirmieres (1999)
- Safe Sex (1999)
- Schiava del Piacere (1999)
- Sexual Suspects (1999)
- Storie di Caserma 1 (1999)
- Tournez Cochonnes (1999)
- Wild Wild Sex (1999)
- Ball Buster (2000)
- Bitches 1 (2000)
- Call Girl (2000)
- Challenge (2000)
- Educating Joy (2000)
- Euro Angels 20: Anal Retentive (2000)
- Euro Angels 21: Budalicious (2000)
- Euro Angels 22: Awesome Asses (2000)
- Euro Angels 24: Anal-rama (2000)
- Euro Angels Hardball 10: Depraved Intent (2000)
- Euro Angels Hardball 7: Anal Ringmaster (2000)
- Euro Angels Hardball 8: Such A Slut (2000)
- Euro Angels Hardball 9: Screw University Of Advanced Anal Studie (2000)
- Happy Birthday (2000)
- Hard Fatal (2000)
- Hustler XXX 1 (2000)
- Hustler XXX 4 (2000)
- Hustler XXX 5 (2000)
- Hustler XXX 6 (2000)
- Italian Flair (2000)
- Mafia's Revenge (2000)
- Misty Rain's Worldwide Sex 1: Cannes Festival Du Film 2000 (2000)
- Misty Rain's Worldwide Sex 2: Wild in Paris (2000)
- Misty Rain's Worldwide Sex 3: Amsterdammed (2000)
- No Sun No Fun (2000)
- Private XXX 12: Sex, Lust And Video-tapes (2000)
- Private XXX 9 (2000)
- Pussy Heaven (2000)
- Riviera 1 (2000)
- Rocco Meats an American Angel in Paris (2000)
- Rocco Ravishes Prague 2 (2000)
- Superfuckers 2 (2000)
- Superfuckers 5 (2000)
- Taxi Cab Confessions (2000)
- Twelve Strokes to Midnight (2000)
- XYZ (2000)
- Backstreets of Paris (2001)
- Birthday Booty (2001)
- Bitches 2 (2001)
- Black Label 21: Lust Tango In Paris (2001)
- Black Lace and White Lies (2001)
- Brazilian Snake 1 (2001)
- Christoph's Beautiful Girls 3 (2001)
- Collectionneuse (2001)
- Dangerous Mistress (2001)
- Debauchery 11 (2001)
- Dessous de Clara Morgane (2001)
- Destroy Sex (2001)
- Euro Angels Hardball 12: Multitude Of Sins (2001)
- Euro Angels Hardball 13: The Hole Story... Inside And Out (2001)
- Euro Angels Hardball 14: Anal Domination (2001)
- Exotic Illusions 1 (2001)
- Exotic Illusions 2 (2001)
- Fatal Desire (2001)
- French Beauty (2001)
- Fresh Meat 12 (2001)
- Hey Babe Nice Tits (2001)
- Holiday In and Out (2001)
- Hustler XXX 11 (2001)
- Hustler XXX 7 (2001)
- Hustler XXX 8 (2001)
- Hustler XXX 9 (2001)
- Last Muse (2001)
- Lilith (2001)
- Matador 14: Anal Psycho-analysis (2001)
- Max 2 (2001)
- Pirate Fetish Machine 2: Dominatrix Sex Gambit (2001)
- Private Castings X 29 (2001)
- Private Gold 45: Riviera 2 (2001)
- Private Life of Bettina (2001)
- Private Reality 1: Sexy Temptation (2001)
- Private Reality 2: Pure Pleasure (2001)
- Private Reality 4: Just Do it to Me (2001)
- Private XXX 14: Cum With Me (2001)
- Projet X (2001)
- Riviera 3 (2001)
- Rocco Ravishes Prague 4 (2001)
- Rocco: Animal Trainer 6 (2001)
- Savage Passions (2001)
- Sex Opera (2001)
- Superfuckers 10 (2001)
- Superfuckers 11 (2001)
- Superfuckers 12 (2001)
- Superfuckers 13 (2001)
- Superfuckers 9 (2001)
- Virtualia 1: Cyber Sex (2001)
- Vive la mariee (2001)
- Voyeur 20 (2001)
- 24 Heures du Gland (2002)
- Anal Intensive 1 (2002)
- Anal Intensive 2 (2002)
- Anal Intensive 3 (2002)
- Angelmania 2 (2002)
- Assman 20 (2002)
- Assman 21 (2002)
- Best of Private: Anal Furies (2002)
- Cambrioleuse (2002)
- Candidate (2002)
- Comment reconnaitre une vraie salope (2002)
- D.N.A. (2002)
- Debauchery 13 (2002)
- Euro Angels Hardball 18: Attention To De-Tail (2002)
- Folies d'Aurélie Catain (2002)
- Fresh Meat 13 (2002)
- Hustler XXX 12 (2002)
- Hustler XXX 14 (2002)
- Hustler XXX 15 (2002)
- Journal de Pauline (2002)
- Luxure (2002)
- Maximum Perversum 88: Pralle Schlampen (2002)
- Misty Rain's Worldwide Sex 9: European Sex Trip (2002)
- Pirate Fetish Machine 5: Sex in a Frame (2002)
- Private Castings X 42 (2002)
- Private Orgies (2002)
- Private Reality 10: Ladder Of Love (2002)
- Private Reality 5: Click Here To Enter (2002)
- Private Reality 8: Summer Love (2002)
- Serial Fucker 5 (2002)
- Sex Machine (2002)
- Solo Per Le Tue Voglie (2002)
- Superfuckers 14 (2002)
- Superfuckers 15 (2002)
- Superfuckers 19 (2002)
- Absolut Sex (2003)
- Anal Intensive 7 (2003)
- Anal Intensive 8 (2003)
- Anal Thrills 1 (2003)
- Big Natural Tits 8 (2003)
- Brittney's Perversions 1 (2003)
- Butt Gallery 1 (2003)
- Christoph's Beautiful Girls 11 (2003)
- Christoph's Beautiful Girls 12 (2003)
- Christoph's Beautiful Girls 13 (2003)
- Crazy Bullets (2003)
- Debauchery 15 (2003)
- Deeper In My Ass 2 (2003)
- Disposte a Tutto (2003)
- Erection Zone 2 (2003)
- Euro Angels Hardball 20: DP Mania (2003)
- Euro Angels Hardball 21: Super Hard (2003)
- Euro Angels Hardball 22: Super Hard Sex (2003)
- Fashion (2003)
- Fatale (2003)
- France Nympho: Nympho 24H/24H (2003)
- Gioia del Sesso (2003)
- Girls Paradise (2003)
- Harder Faster 3 (2003)
- Hustler Casting Couch 2 (2003)
- Hustler XXX 20 (2003)
- Hustler XXX 21 (2003)
- Hustler XXX 23 (2003)
- Liar (2003)
- Maniac Inside Budapest (2003)
- Night at the Bordello (2003)
- Paparazzi Scandal (2003)
- Private Castings X 44 (2003)
- Private Castings X 45 (2003)
- Private Castings X 50 (2003)
- Private Life of Dora Venter (2003)
- Private Reality 20: Forbidden Games (2003)
- Rotte in Culo (2003)
- Scent of Desire (2003)
- Sex And Guns (2003)
- Sex Me (2003)
- Slam It In Her Ass (2003)
- Sulfureuse (2003)
- Superfuckers 21 (2003)
- Superfuckers 22 (2003)
- Young Girls in Lust 2 (2003)
- Ass Drippers 1 (2004)
- Babes With No Limits 2 (2004)
- Brittney's Perversions 3 (2004)
- Cherry Bomb 2 (2004)
- Christoph's Beautiful Girls 18 (2004)
- Chrono Sex (2004)
- Dirty Girl Gangbang 2 (2004)
- Euro Angels Hardball 25 (2004)
- Hardcore Climax 4 (2004)
- Hardcore Climax 7 (2004)
- High Class Eurosex 1 (2004)
- High Class Eurosex 2 (2004)
- Hot Rats (2004)
- Hustler Casting Couch 3 (2004)
- Hustler Casting Couch 7 (2004)
- Hustler XXX 26 (2004)
- Incredible Gulp 3 (2004)
- Laced and Loaded 1 (2004)
- Laced and Loaded 3 (2004)
- Life (2004)
- Moto Sex (2004)
- Nasty Prospects 4 (2004)
- No Limit (2004)
- No Limits 9 (2004)
- Planet Silver 1 (2004)
- Private Story Of Mia Stone (2004)
- Private XXX 18: Wet Dreams (2004)
- Reverse Gang Bang 1 (2004)
- Reverse Gang Bang 2 (2004)
- Sex Total (2004)
- Sliders 5 (2004)
- Superfuckers 24 (2004)
- Triple Stacked 2 (2004)
- Triple Stacked 4 (2004)
- Triple Stacked 6 (2004)
- Wrestle With The Devil (2004)
- Young And Stacked 3 (2004)
- 18 Year Old Pussy 5 (2005)
- Adventures of Pierre Woodman 6: The Later Years (2005)
- Bacchanales (2005)
- Canibales Sexuales 3 (2005)
- Christoph's Beautiful Girls 19 (2005)
- Double the Fun 2 on 1 2 (2005)
- European Meat 1 (2005)
- Fuck Club (2005)
- High Class Eurosex 4 (2005)
- Motel Freaks (2005)
- Nasty Dreams (2005)
- Pornochic 8: Jessica (2005)
- Private Penthouse Greatest Moments 1 (2005)
- Riding The Curves 2 (2005)
- Teen Tryouts Audition 39 (2005)
- Tits And Ass 8 (2005)
- Urban Sluts (2005)
- White-Hot Nurses 7 (2005)
- 2 Donne X 1 Uomo 4 (2006)
- 2 Hot 2 Handle 2 (2006)
- Brigitta Fino in Fondo (2006)
- Cum Guzzlers 6 (2006)
- Dietro da Impazzire 7 (2006)
- Doppio Piacere 3 (2006)
- Double Anal Drill Team 1 (2006)
- Double the Fun 2 on 1 3 (2006)
- Erotica XXX 13 (2006)
- Euro Domination 7 (2006)
- Evilution 2 (2006)
- Fetish Ball 1 (2006)
- Filth And Fury 1 (2006)
- Flower's Squirt Shower 4 (2006)
- Hell the Paradise for All You Sinners (2006)
- JeuX interdits (2006)
- Maniac (2006)
- New Whores On The Block 2 (2006)
- Oksana Out Of Uniform (2006)
- Perfect Feet (2006)
- Pornochic 11: Sophie (2006)
- Pornochic 12: Katsumi (2006)
- Pornochic 13: Suzie (2006)
- Priscila Ibiza Paradise (2006)
- Priscila's Initiation (2006)
- Private Sports 10: Le Tour Anal (2006)
- Rectal Intrusion (2006)
- Salopes 3 (2006)
- Service Animals 24 (2006)
- Sex Toys Are Not Enough 1 (2006)
- Story of Yasmine (2006)
- Supersquirt 4 (2006)
- Swank XXX 11 (2006)
- Take It All (2006)
- Teen Dreams 14 (2006)
- Un-natural Sex 19 (2006)
- What An Ass 4 (2006)
- 2 Heads R Better Than 1 1 (2007)
- 2 su 1a (2007)
- 2 Uomini per 1 Donna 2 (2007)
- 2 Uomini per 1 Donna 3 (2007)
- All Teens 2 (2007)
- All Teens 3 (2007)
- All-Time Best XXX (2007)
- Around The World In Seven Days (2007)
- Big Natural Breasts 10 (2007)
- Big Phat Wet Asses 1 (2007)
- Bombshells (2007)
- Bound To Please 1 (2007)
- Boy Fucks Girl 3 (2007)
- Cheating Wives Tales 5 (2007)
- Cumaholics 2 (2007)
- Dietro da Impazzire 10 (2007)
- Down The Hatch 22 (2007)
- Erotica XXX 14 (2007)
- Euro Sex Party (II) (2007)
- Evil Anal 3 (2007)
- Filling Station (2007)
- French ConneXion (2007)
- Fresh Outta High School 4 (2007)
- Fresh Outta High School 7 (2007)
- Fuck Fighter (2007)
- Gangbang Girl 37 (2007)
- Good the Bad and the Slutty 2 (2007)
- Hard Intrusion (2007)
- Heavy Duty 1 (2007)
- Hellcats 12 (2007)
- Hi Speed Sex 3 (2007)
- Hot Rats 2 (2007)
- I Can't Believe I Took The Whole Thing 12 (2007)
- I Cum For You U Cum For Me 2 (2007)
- I Love Latinas (2007)
- I Love Veronique (2007)
- Initiations 19 (2007)
- Initiations 21 (2007)
- I've Been Sodomized 3 (2007)
- Jenny Hendrix Anal Experience (2007)
- Massive (2007)
- Me Luv U Long Time 12 (2007)
- New Releases 6 (2007)
- Only in Your Dreams 1 (2007)
- Oral Obsession (2007)
- Plump Round Rumps (2007)
- Porn in the City (2007)
- Pornochic 14: Yasmine (2007)
- Pretty Pussies Please 3 (2007)
- Private Sports Instructor (2007)
- Private Xtreme 35: Ibiza Sex Party 2 (2007)
- Private Xtreme 36: Ibiza Sex Party 3 (2007)
- Pump My Ass Full Of Cum 1 (2007)
- Pussy Lovers (2007)
- Rapture in Blue (2007)
- Raw Sex Satisfaction (2007)
- Sex With Young Girls 10 (2007)
- Slam It in Tight (2007)
- Slutty and Sluttier 2 (2007)
- Slutty and Sluttier 3 (2007)
- Squirt Machines (2007)
- Sweet Young Things 1 (2007)
- Teen Fuck Holes 8 (2007)
- Teens With Tits 11 (2007)
- These Feet are Made for Fucking (2007)
- Tit Worship 1 (2007)
- Too Much is Never Enough 2 (2007)
- Yasmine and the Sex Models (2007)
- Yasmine: Behind Bars (2007)
- 3 Ring Orgy (2008)
- All About Ashlynn 1 (2008)
- Anita Pearl is Fresh on Cock (2008)
- Appetite For Ass Destruction (2008)
- Ashlynn and Friends 3 (2008)
- Ashlynn and Friends 4 (2008)
- Ass Drippers 8 (2008)
- Ass Titans 1 (2008)
- Au plus profond de Cecilia (2008)
- Big Pole Little Hole (2008)
- Casino No Limit (2008)
- Castings de Fred Coppula 2 (2008)
- Castings de Fred Coppula 3 (2008)
- Castings de Fred Coppula 4 (2008)
- Cum Fiesta 9 (2008)
- Daughter I'd Like to Fuck (2008)
- Dechire moi (2008)
- Deliveries in the Rear 2 (2008)
- Dorcel Airlines: Flight No. DP 69 (2008)
- Dorcel Airlines: Paris/New York (2008)
- Double Decker Sandwich 11 (2008)
- Double Play 6 (2008)
- Ekdikissi tis Parthenas sta Mpouzoukia (2008)
- Evil Anal 6 (2008)
- Evil Anal 7 (2008)
- Fetish De Luxe (2008)
- Fillin' Both Holes (2008)
- French Angels (2008)
- Fuck Dolls 9 (2008)
- Gangbang That Bitch That Doesn't Bang (2008)
- Gape Lovers 3 (2008)
- Hungarian Angels (2008)
- In Command (2008)
- Latin Adultery 5 (2008)
- League of Xtraordinary Ass (2008)
- Monster Curves 1 (2008)
- Monster Dicks In Young Chicks (2008)
- Monster Meat 12 (2008)
- Monster Meat 13 (2008)
- Monster Meat 6 (2008)
- Mundo Perro 1 (2008)
- Nice Ass 1 (2008)
- Piegees (2008)
- Plucked Then Fucked 2 (2008)
- Pretty Pussies Please 4 (2008)
- Private Specials 6: Cheating MILFs (2008)
- Private Xtreme 42: Cherry Jul's Extreme Gang Bang Party (2008)
- Rachel's Choice (2008)
- Ritual (2008)
- Secretaries 1 (2008)
- Sex Addict (2008)
- She's Cumming 2 (2008)
- Slam It in a Young Pussy (2008)
- Slutty and Sluttier 5 (2008)
- Slutty and Sluttier 7 (2008)
- Slutty and Sluttier 8 (2008)
- Sticky Knickers (2008)
- Story Of Lou Ravage (2008)
- Story of Megane (2008)
- Street Walkers (2008)
- Swap Meat (2008)
- Teens Corrupted 2 (2008)
- Wham Bam Ibiza (2008)
- What An Ass 7 (2008)
- Whatabooty 4 (2008)
- Whores D'Oeuvre 1 (2008)
- Whores D'Oeuvre 2 (2008)
- 2 Dicks Fucking 1 Chick (2009)
- Abusi In Gendarmeria (2009)
- All Internal 10 (2009)
- Anal Asspirations 11 (2009)
- Angel Perverse 13 (2009)
- Asian Stravaganza 2 (2009)
- Ass Titans 2 (2009)
- Ass Traffic 7 (2009)
- Bad Girls with a Juicy Pussy (2009)
- Baise eternelle (2009)
- Battle of the Sluts 3: Bobbi Starr vs Annette Schwarz (2009)
- Big Dick Teen Junkies (2009)
- Big Naturals 11 (2009)
- Big Titty Freaks (2009)
- Bimbo Club 3: Boobs Sex and Sun (2009)
- Bobbi Violates Europe (2009)
- Bodacious Boobies 2 (2009)
- Bordel De Luxe (2009)
- Campeuses a la ferme (2009)
- Club Paradise (2009)
- Dirty Rotten Mother Fuckers 3 (2009)
- Don't Make Me Beg 1 (2009)
- Dorcel Airlines: Flight to Ibiza (2009)
- Ete de mes 19 ans (2009)
- Extreme Asses 7 (2009)
- Extreme Asses 8 (2009)
- Fetish Fuckdolls 2 (2009)
- First Time Auditions 10 (2009)
- First Time Auditions 9 (2009)
- FlowerTucci.com 4 (2009)
- Fresh Meat 26 (2009)
- Fresh on Cock: Abbie Cat vs Angelica Heart (2009)
- Gape Em All 1 (2009)
- I Love Ashlynn 2 (2009)
- I Love It Rough 4 (2009)
- I Love Pretty Pussies (2009)
- Jack et Lili font un porno (2009)
- Keeping It Up For The Kard-ASS-ians 1 (2009)
- Luna: My First Black Man (2009)
- Marie Noelle (2009)
- Pornochic 17: Tarra (2009)
- Pornochic 18: Aletta (2009)
- Private Life of Jennifer Love 3 (2009)
- Purgatoire (2009)
- Putain de Week-end (2009)
- Round and Brown 11 (2009)
- Round and Brown 9 (2009)
- Russian Angels 2 (2009)
- Russian Institute: Lesson 12: Back to School (2009)
- Secretaries 2 (2009)
- Slutty and Sluttier 9 (2009)
- Story of Jade (2009)
- Tunnel Butts 3 (2009)
- Ultimate French Girls (2009)
- Woodman Casting X 65 (2009)
- 30 ans et affamees (2010)
- 8th Street Latinas 9 (2010)
- All Star 2 (2010)
- All Star Teens 2 (2010)
- Analyze This (2010)
- Angel Perverse 14 (2010)
- Angel Perverse 15 (2010)
- Angel Perverse 16 (2010)
- Angel Perverse 17 (2010)
- Angel Perverse 18 (2010)
- Backdoor Entry 1 (2010)
- Belles enculees (2010)
- Bienvenue au gite des culs trempes (2010)
- Big Naturals 18 (2010)
- Big Tit Cream Pie Filling (2010)
- Bonnes a tout faire (2010)
- Bourgeoisie devoyee (2010)
- Casino '45 (2010)
- Castings de Fred Coppula 5 (2010)
- Connection (2010)
- Cum Fiesta 17 (2010)
- Delires Pornos (2010)
- Depanne tout ou presque tout (2010)
- Doll House 7 (2010)
- Dressing for Sex (2010)
- Fascination Of Sin (2010)
- French Maid Service 2: Trainees (2010)
- French Maid Service 3: Special Stars (2010)
- High Heels and Glasses 1 (2010)
- Horny Housewives (2010)
- Hot Bush 2 (2010)
- Indecent Exposure 2 (2010)
- Initiation of Lou Charmelle (2010)
- Les Filles de la Campagne (2010)
- Little Pig Tails (2010)
- Mademoiselle de Paris (2010)
- Mandy Dee: From Russia With Lust (2010)
- Maximum Fitness (2010)
- Mon amant Moi et ma Mere (2010)
- Naughty Spanish Maids 1 (2010)
- Naughty Spanish Maids 2 (2010)
- Prostitution (2010)
- Rocco's Bitch Party (2010)
- Rocco's Power Slave 1 (2010)
- Rocco's Psycho Love 1 (2010)
- Rocco's Psycho Love 2 (2010)
- Russian Institute: Lesson 14: Anal Lesson (2010)
- Secretaire (2010)
- Secretaries 3 (2010)
- She's Asstastic (2010)
- Shot Glasses 4 (2010)
- Summer of My 19th Year (2010)
- Tori Tarra and Bobbi Love Rocco (2010)
- Tout a declarer (2010)
- Tunnel Butts 4 (2010)
- Ultimo colpo all'italiana (2010)
- Young Harlots: Bad Behavior (2010)
- All Sexed Up (2011)
- Anal Debauchery 2 (2011)
- Anal Deliveries 2 (2011)
- Angel Perverse 20 (2011)
- Angel Perverse 21 (2011)
- Anna Personal Secretary (2011)
- Ass Titans 5 (2011)
- Ass Traffic 9 (2011)
- Between the Cheeks (2011)
- Bodyguard (2011)
- Bunga Bunga Privato e Pubbliche Virtù (2011)
- Cheating Moms 2 (2011)
- Cruel Media Conquers Los Angeles (2011)
- Dan Quichotte Et Les Femmes (2011)
- Double Penned (2011)
- DXK (2011)
- Ecolos mais lubriques (2011)
- French Farm Girls (2011)
- Glamour Dolls 6 (2011)
- High Heels and Glasses 2 (2011)
- Jade Secretaire de luxe (2011)
- Les Avocates Grimpent Au Barreau (2011)
- Lo Voglio Nero e Grosso (2011)
- Mio Primo Anal (2011)
- Mission Asspossible (2011)
- Piccanti Trasgressioni (2011)
- Pornochic 20: Anna (2011)
- Pornochic 21: Aleska and Angelika (2011)
- Pornochic 22: Femmes Fatales (2011)
- Private Gold 112: Sex, Slaves And Fairy Tails (2011)
- Private Gold 114: The Widow (2011)
- Private Gold 116: The Nightmare Of... (2011)
- Private Gold 120: Love Potion 69 (2011)
- Private Gold 121: Adventures on the Lust Boat (2011)
- Private Gold 123: Ass Trapped Undercover (2011)
- Revelations Intimes (2011)
- Riffifi Pour Petites Garces (2011)
- Rocco's Anal Slaves 1 (2011)
- Rocco's Double Anal Festival (2011)
- Rocco's Psycho Love 3 (2011)
- Rocco's Young Anal Adventurers (2011)
- See My Wife 4 (2011)
- Slutty Girls Love Rocco 4 (2011)
- Slutty School Girls 1 (2011)
- Sous les blouses des infirmieres (2011)
- Ultimate French Girls 3 (2011)
- Anal Debauchery 3 (2012)
- Anal Fanatic 4 (2012)
- Ass Philosofy 7 (2012)
- Assfucked MILFs 1 (2012)
- Assfucked MILFs 2 (2012)
- Big and Real 3 (2012)
- Big and Real 4 (2012)
- Big Wet Butts 6 (2012)
- Claire Castel: Becoming a Whore (2012)
- Coach a domicile (2012)
- Comment je suis devenue une putain (2012)
- Den of Depravity (2012)
- Divine Whores (2012)
- Glamour Dolls 8 (2012)
- Hard Pleasure (2012)
- Hose Monster 3 (2012)
- Hose Monster 4 (2012)
- Jessie Volt is my Sexy Toy (2012)
- Jeunettes pour hommes murs (2012)
- Journalist (2012)
- Massaggi Peccaminosi (2012)
- MILFs Like It Big 12 (2012)
- Private Gold 125: Spin the Bottle (2012)
- Private Gold 126: Penetration Palace (2012)
- Private Gold 127: A Ship E-Rect (2012)
- Private Gold 128: A Voyeur's Dream Cums True (2012)
- Private Gold 134: Sex Studio (2012)
- Private Gold 139: Adventures on the Lust Boat 2 (2012)
- Private Gold 142: 5 DP's: Studs on Demand (2012)
- Private Gold 147: Adventures on the Lust Boat 3 (2012)
- Private Gold 151: Adventures on the Lust Boat 4 (2012)
- Private Specials 52: Tease Me (2012)
- Private Specials 53: Sex Boat 1 (2012)
- Private Specials 56: How Wet Can You Get (2012)
- Private Specials 57: Penetration Palace 2 (2012)
- Rocco's Abbondanza 2: Big Boob Bonanza (2012)
- Rocco's Anal Slaves 2 (2012)
- Rocco's Top Anal Models (2012)
- Secretaries To Die For (2012)
- Sluts on the Clock (2012)
- Teens Like It Big 12 (2012)
- Voracious (2012)
- Ass Fucked By A Black Guy (2013)
- Bitches in Uniform 2 (2013)
- Christoph's Anal Attraction (2013)
- Christoph's Anal Attraction 2 (2013)
- Rocco's Psycho Teens 5 (2013)
- Rocco's World: Feet Obsession 2 (2013)
- Sexual Desires Of London Keyes (2013)
- Slutty Girls Love Rocco 5 (2013)

### Regista
- Maniac Inside Budapest (2003)
- Max 2 (2001)
- Piegees (2008)